# 湯臣國際娛樂發行
湯臣國際娛樂發行有限公司，簡稱湯臣國際娛樂發行（英語：TOMSON INTERNATIONAL ENTERTAINMENT DISTRIBUTION LIMITED），在1993年由湯臣集團有限公司成立。
現時業務除了經營發行及代理電影外，還經營籌備演唱會，以及藝人經理等，而總部位於香港上環干諾道中109至111號永安中心15樓1507-12室。
而主要發行電影包括《霸王別姬》、《風月》、《白雪公主》、《孖展風雲》、《滚滚红尘》、《星空》等著名電影。

## 連結
- TomsonPictures.com （页面存档备份，存于）